# 明星 (歌曲)
《明星》，1976年佳藝電視時裝連續劇《明星》的主題曲，原名為《當你見到天上星星》，由黃霑作曲並填詞、張瑪莉演唱，最早收錄於1977年的《佳藝電視節目主題曲精選》；同年經陳麗斯翻唱，並改名為《明星》，但仍默默無聞，到1981年才因葉德嫻翻唱而走紅，往後掀起一股翻唱潮。至2000年代，由於多種因素，此曲逐漸變成演藝明星的悼歌。

## 背景
時裝連續劇《明星》改編自作家依達的小說，故事以演藝明星為主題；而張瑪莉飾演的女主角被指影射已故演員林黛。黃霑曾形容歌詞是林黛逝世後的自白，亦像一位退隱明星的心聲，希望往昔觀眾仍能記著他。後來的翻唱者葉德嫻則有另一番解讀：該女明星自殺後回來看望小孩和丈夫。亦有人解作愛情歌曲，如詞評人黃志華。
張瑪莉的經理及顧問俞琤與黃霑是朋友，說服他為張瑪莉寫歌，黃霑更不收酬金。但黃霑認為此曲當初不流行是因為她歌藝差劣，以及劇集收視率差。

## 衍伸
1977年寶麗金旗下歌手陳麗斯在專輯《高歌》中翻唱此曲，黃霑的評價仍然一般。及至1981年，葉德嫻跟永恆唱片簽約，灌錄專輯《星塵》時，認為這首好歌給人忽略很可惜，便向唱片公司要求翻唱（陳永良重編曲）。黃霑認為葉的演繹富感情、非常自由，《明星》自此「出了生天」。亦有很多人誤會她才是原唱者，如張國榮《Salute》的專輯內頁感言也是向其致敬。
後來《明星》就成為了熱門翻唱曲，許多歌手都藉此寄寓自己的心聲，見「一個美麗的回響演唱會」上梅艷芳演唱此曲前的告白、古巨基於《我是歌手》告別秀後發表的微博。
2000年代起，傳媒業界開始以《明星》紀念已故娛樂名人，除了2003至04年間逝世的黃霑、翻唱者張國榮、梅艷芳，還有沈殿霞、郭昶、邵逸夫方逸華伉儷等。2007至08年香港電台的已故藝人紀念特輯《不死傳奇》及2018年「第40屆十大中文金曲-我和你音樂會」的懷念環節亦以此曲為配樂。黃志華認為此曲成為演藝明星悼歌的因素是當初歌名的變更、人們對歌詞的自由解讀，以及模仿效應
此外，原版歌詞有一句「讓你默默愛過」，有些版本把「讓」字改成了「爲」，如1998年羅文的《情繫佛羅內斯》版、2003年梅艷芳和林憶蓮合唱的《經典金曲演唱會》版。

## 評價
香港填詞人林夕：「…《明星》、《問我》像元曲，元曲所重所貴在於坦率、自然、平實而不平庸。」
詞評人黃志華認為《明星》語句淺白，卻含義豐富，幾句設問背後像暗含一段往事，給予聽眾聯想的空間。
香港音樂人雷頌德：「到今天仍有歌手翻唱《明星》，最重要是歌曲的質素，melody一流，由旋律第一個音開始，便觸動人心，很少歌能做到。」

## 翻唱/奏版本
| 年份    | 歌手                                           | 專輯/場合                                                               |
| ------- | ---------------------------------------------- | ----------------------------------------------------------------------- |
| 1977    | 陳麗斯                                         | 高歌                                                                    |
| 1981    | 葉德嫻                                         | 星塵                                                                    |
| 1989    | 張國榮                                         | Salute                                                                  |
| 1989    | 張國榮                                         | 張國榮告別樂壇演唱會                                                    |
| 1992    | 黎明                                           | 黎明一夜傾情演唱會                                                      |
| 1993    | 倫永亮、陳潔靈                                 | 真情友情音樂旅程                                                        |
| 1995    | 梅艷芳                                         | 一個美麗的迴響演唱會                                                    |
| 1996-97 | 張國榮                                         | 跨越97演唱會                                                            |
| 1998    | 羅文                                           | 情繫佛羅內斯                                                            |
| 1999    | 黃霑、牛頭角明愛兒童合唱團、顧嘉煇（鋼琴伴奏） | 還看煇黃夜                                                              |
| 2000    | 費翔                                           | 想念依舊 費翔精選（佚名改詞者的國語版，有幾處字眼的分別）               |
| 2000    | 夏韶聲                                         | 韻                                                                      |
| 2000    | 顧嘉煇（鋼琴）、黃霑（口琴）                   | 純音樂，香港輝黃2000演唱會                                              |
| 2001    | 郭富城                                         | Live On Stage In Concert(2001)實況-DISC1                                |
| 2001    | 劉德華                                         | 夏日Fiesta演唱會2001                                                    |
| 2002    | 曾路得                                         | The Vocalist                                                            |
| 2002    | 梁朝偉（張曼玉口白）                           | 風沙                                                                    |
| 2003    | 陳潔靈                                         | 麗花皇宮原聲大碟                                                        |
| 2003    | 梅艷芳、林憶蓮                                 | 經典金曲演唱會                                                          |
| 2003    | 葉德嫻                                         | 繼續張國榮慈善音樂會                                                    |
| 2004    | 徐日勤（鋼琴）、黃安源（二胡）                 | 黃霑博士追思會                                                          |
| 2005    | 楊曼莉                                         | 霑樂曼影                                                                |
| 2005    | 蘇珊                                           | 集體回憶—耳熟能唱                                                       |
| 2005    | Maria Cordero                                  | 肥媽正傳Vol.1                                                           |
| 2005    | 李玟                                           | IFPI香港唱片銷量大獎頒獎禮                                              |
| 2005    | 吳浩康                                         | 加州紅903十一團火音樂會                                                 |
| 2005    | 古巨基                                         | 冬日群星音樂會                                                          |
| 2007    | 呂方                                           | 好情歌演唱會                                                            |
| 2008    | VEGA                                           | The VEGA                                                                |
| 2009    | 王傑                                           | I am back 紅磡演唱會                                                    |
| 2010    | 王傑                                           | 「王者歸來」世界巡迴演唱會 北京站（國語版，王傑在演唱前說是自己翻譯的） |
| 2010    | 陳奕迅                                         | 劉德華 Unforgettable Concert 2010（嘉賓指定表演曲）                     |
| 2010    | 謝安琪                                         | 劉德華 Unforgettable Concert 2010（嘉賓指定表演曲）                     |
| 2010    | 鄭秀文                                         | 劉德華 Unforgettable Concert 2010（嘉賓指定表演曲）                     |
| 2010    | 徐小鳳                                         | 劉德華 Unforgettable Concert 2010（嘉賓指定表演曲）                     |
| 2010    | 李克勤                                         | 劉德華 Unforgettable Concert 2010（嘉賓指定表演曲）                     |
| 2010    | 黃秋生                                         | 劉德華 Unforgettable Concert 2010（嘉賓指定表演曲）                     |
| 2010    | 溫拿樂隊                                       | 劉德華 Unforgettable Concert 2010（嘉賓指定表演曲）                     |
| 2010    | 陳慧琳                                         | 劉德華 Unforgettable Concert 2010（嘉賓指定表演曲）                     |
| 2010    | Twins                                          | 劉德華 Unforgettable Concert 2010（嘉賓指定表演曲）                     |
| 2011    | 陳潔儀                                         | 重譯                                                                    |
| 2011    | 張敬軒                                         | 港樂 × 張敬軒交響音樂會                                                 |
| 2011    | 關淑怡、謝安琪                                 | 第30屆香港電影金像獎頒獎典禮                                            |
| 2011    | 劉雅麗                                         | 未了的約會演唱會                                                        |
| 2012    | 葉德嫻                                         | 第31屆香港電影金像獎                                                    |
| 2013    | 黎明                                           | 雷頌德 Thank You 演唱會                                                 |
| 2014    | 葉振棠                                         | 葉振棠光輝40載演唱會                                                    |
| 2014    | 李國祥                                         | 發燒情未了                                                              |
| 2015    | 古巨基                                         | 我是歌手 (第三季)                                                       |
| 2015    | 呂珊                                           | 瞻霑自喜 黃霑名曲致敬集                                                 |
| 2015    | 第37屆十大中文金曲十優歌手                     | 頒獎會的黃霑逝世十周年紀念環節                                          |
| 2015    | 張衛健                                         | 許志安Come On演唱會                                                     |
| 2015    | 黃凱芹                                         | 粵唱越響第七期                                                          |
| 2016    | 葉麗儀                                         | 葉麗儀與香港中樂團音樂會                                                |
| 2017    | 古巨基                                         | 慶祝香港回歸祖國二十周年文藝晚會                                        |
| 2019    | 許廷鏗                                         | 再見智慧齒演唱會                                                        |
| 2020    | 張瑪莉（原唱）                                 | 疫境同行真的愛你 online音樂會                                           |
| 2021    | 胡定欣                                         | 萬千星輝頒獎典禮2020                                                    |
| 2022    | 劉惜君                                         | 聲生不息                                                                |

## 註腳
1. ↑  大聯機構出品，唱片編號GL828[1]